# جاك إبرام
جاك إبرام (بالإنجليزية: Jacques Abram)‏ هو عازف بيانو أمريكي، ولد في 6 أغسطس 1915، وتوفي في 5 أكتوبر 1998.

## روابط خارجية
- جاك إبرام على موقع ميوزك برينز (الإنجليزية)
- جاك إبرام على موقع أول ميوزيك (الإنجليزية)